# Harpoceras
L'arpocerato (gen. Harpoceras) è una conchiglia di un mollusco marino cefalopode estinto appartenente alle ammoniti, sottofamiglia Harpoceratinae Neumayr, 1875. È vissuto nel Giurassico inferiore (Toarciano inferiore e medio, da circa 181 a 178 milioni di anni fa). È caratterizzato da conchiglie involute con coste ad andamento falcato e possiede suture frastagliate. I suoi fossili si rinvengono in gran parte del mondo: Europa, Nordafrica, Caucaso, Giappone, Indonesia, Canada, USA, Sudamerica, Nuova Zelanda. La specie tipo del genere è Ammonites falcifer Sowerby, 1820. L'esemplare è stato rifigurato da Howarth, 2013.

## Descrizione

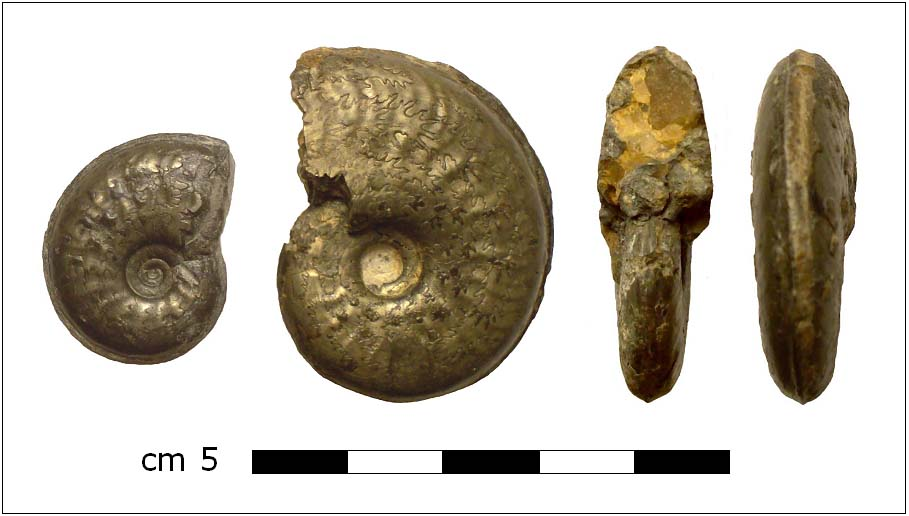
Esemplari piritizzati di Harpoceras (Eleganticeras) elegans. nel primo e secondo esemplare da sinistra (in veduta laterale) è visibile l'avvolgimento planispirale involuto, l'area ombelicale ristretta, l'ornamentazione del fianco a coste falcoidi proverse e la linea di sutura dei setti; le due immagini a destra mostrano la veduta ventrale del secondo esemplare, in cui è visibile il profilo compresso dei giri e il ventre caratterizzato da una carena affilata. Da Aveyron, Francia.

La conchiglia di questa ammonite era caratterizzata da un avvolgimento a spirale piana, compressa (cioè con altezza del giro superiore alla larghezza) rispetto alle forme simili, e più o meno involuta (con notevole ricoprimento dei giri successivi). L'area ombelicale al centro della conchiglia era generalmente stretta, ma profonda (con profilo ombelicale piuttosto acuto). La regione ventrale era dotata di una carena in corrispondenza del sifone ma era sprovvista di solchi laterali. Sui fianchi vi erano coste fitte e regolari, falcoidi (a forma di falce) e poco rilevate.
La linea di sutura (linea che demarca l'inserzione dei setti sulla parete esterna della conchiglia) è di tipo ammonitico, composta da lobi piuttosto frastagliati ma non ramificati alternati con selle abbastanza arrotondate.
In genere l'arpocerato raggiungeva un diametro di circa 5 centimetri, anche se si rinvengono esemplari di dimensioni maggiori (fino a oltre venti centimetri).

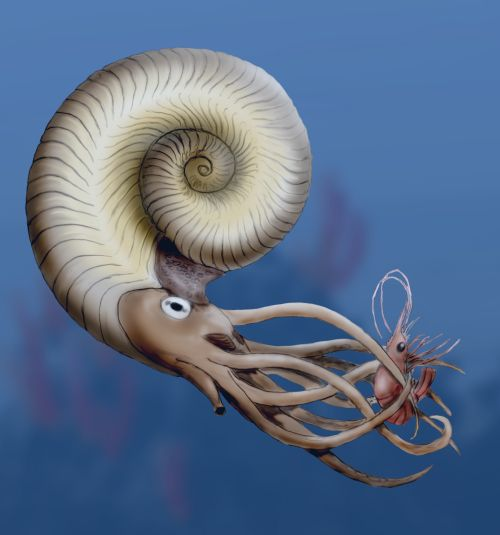
Ricostruzione di Harpoceras

## Distribuzione
Le varie specie del genere Harpoceras sono straordinari fossili guida, a causa della loro limitata diffusione stratigrafica e della loro ampia distribuzione geografica. Numerosi esemplari sono stati rinvenuti anche in Italia, in particolare nella regione degli Appennini. Tra le specie più note, da ricordare Harpoceras exaratum, H. falciferum, indice zonale di una biozona del Toarciano inferiore, e H. serpentinum.  Una specie tipica dell'Italia e probabilmente dell'area mediterranea è Harpoceras mediterraneum Pinna, 1968; il cui tipo (esemplare di riferimento della specie) dovrebbe considerarsi dell'Alpe Turati (Lombardia); è molto comune anche in Appennino nella zona a H. bifrons del Toarciano, "Rosso Ammonitico".

## Stile di vita
L'arpocerato doveva essere un organismo nectonico, dal nuoto piuttosto veloce data la forma affilata della conchiglia.